# Энтелодонты
Энтелодо́нты (лат. Entelodontidae, от др.-греч. ἐντελής — законченный, совершенный и др.-греч. ὀδούς, род. п. ὀδόντος — зуб) — семейство вымерших млекопитающих из клады Cetancodontamorpha отряда китопарнокопытных. Существовали в Северной Америке, Европе и Азии в эпохи среднего эоцена и раннем миоцене (37,2—16,3 млн лет назад).

## Внешний вид и строение

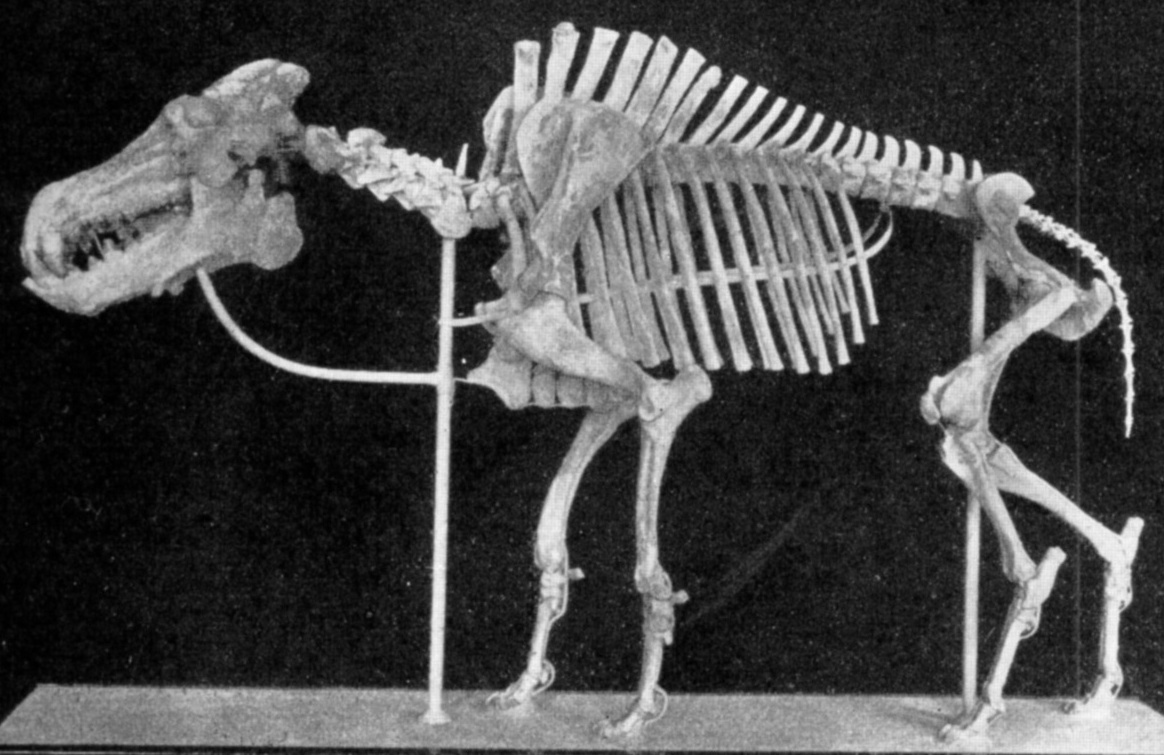
Daeodon, скелет

Энтелодонты были примерно величиной с современного быка, имели очень крупный череп с многочисленными буграми и выступами. Обладали мощными острыми клыками и резцами. Ложнокоренные зубы раздвинутые, режущего типа, напоминают зубы хищников. Коренные зубы относительно невелики. Тело плотно сбитое, с мощным загривком. Ноги стройные, явно приспособленные для бега по твёрдому субстрату. Хвост короткий. Очевидно, эти животные обладали сильными челюстными и шейными мышцами. Мозг энтелодонтов был относительно небольшим, что говорит о невысоком интеллекте.

## Образ жизни
Очевидно, энтелодонты добывали себе пищу в основном при помощи мощных клыков и резцов, причём, судя по относительно слабым коренным зубам, она не требовала больших усилий для измельчения. Возможно, это были какие-то мягкие и сочные растения и (или) мясо. Энтелодонты могли пожирать падаль или даже охотиться на других животных. Не исключён каннибализм.
Окаменевшие следы и некоторые другие ископаемые находки свидетельствует о том, что энтелодонты жили небольшими семейными группами, кочевавшими по открытым равнинам в поисках пищи.
На окаменевших скелетах большинства энтелодонтов остались следы страшных ран, которые могли нанести только клыки их сородичей. Чаще всего встречаются раздробленные скуловые кости, отметины укусов и сильные повреждения черепа — все эти травмы животные наверняка получили в жестоких схватках с сородичами из-за пищи или драках самцов из-за самок.

## Энтелодонты в кино
Монгольские представители рода энтелодон (Entelodon sp.) фигурируют в научно-популярном фильме Би-би-си «Прогулки с чудовищами», американские — в научно-популярном фильме канала National Geographic «Доисторические хищники». Также сцена охоты индейцев на энтелодонта была показана в художественном фильме «Затерянный мир» 2001 года.

## Галерея

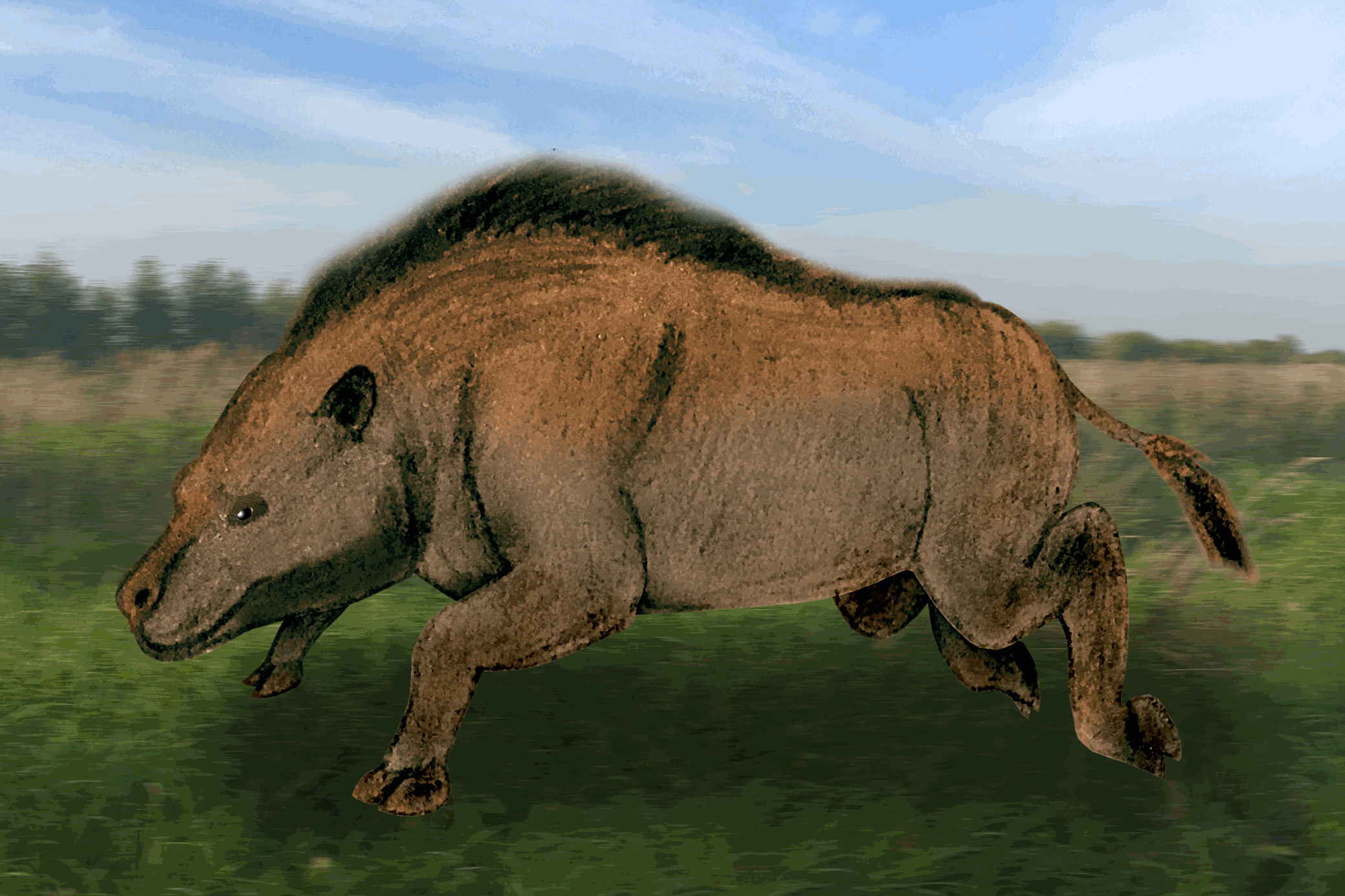
Paraentelodon intermedium, возможный облик
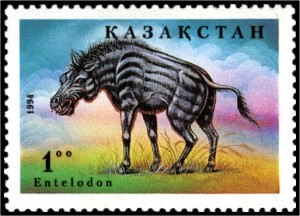
Казахстанская почтовая марка с изображением энтелодонта